# Александров, Николай Григорьевич (юрист)
Никола́й Григо́рьевич Алекса́ндров (8 [21] июня 1908, Москва — 28 января 1974, Москва) — советский правовед, доктор юридических наук, профессор, заслуженный деятель науки РСФСР (1970), музыкант. Заведующий кафедрой трудового права юридического факультета МГУ (1959—1974).

## Научные интересы
Внёс значительный вклад в разработку законодательства трудовых правоотношений, определение понятия источника права и признаков источников трудового права, разработку концепции о равенстве между основными правами и обязанностями граждан и принципами социалистической организации труда, определение правового положения профсоюзов.
Активный участник подготовки третьей кодификации трудового законодательства СССР, член комиссии Президиума Верховного Совета СССР по разработке проекта Основ законодательства СССР о труде (КЗоТ РСФСР 1971 г).
Подготовил более 70 кандидатов наук, из которых 21 защитили докторские диссертации, среди учеников профессора М. И. Байтин, К. Н. Гусов, Р. И. Иванова, В. М. Лебедев, В. Н. Скобелкин, А. И. Ставцева, А. И. Шебанова и др.

## Основные работы
- Трудовое правоотношение. М., 1948;
- Законность и правоотношения в советском обществе. М., 1955;
- Сущность социалистического государства и права. М., 1969.